# Ай, Йоханна
Йоханна Ай, известная также как Мамаша Ай (нем. Johanna Ey, Mutter Ey; род. 4 марта 1864 г. Викрат, ныне Мёнхенгладбах — ум. 27 августа 1947 г. Дюссельдорф) — известная владелица художественной галереи в Дюссельдорфе в 1910-1930-е годы, меценат.

## Биография
Йоханна Ай родилась в простой, бедной семье. В 19 лет она приехала в Дюссельдорф. Выйдя замуж, она стала матерью 12 детей, из которых восьмеро умерли в детстве. После развода с мужем Йоханна открывает в 1910 году близ дюссельдорфской Художественной академии кафе, которое вскоре становится модным среди творческой интеллигенции города — журналистов, актёров, музыкантов и, в особенности среди художников. Заведение Мамаши Ай было особо известно тем, что она отпускала студентам и художникам свои товары в кредит.
Во время Первой мировой войны Й. Ай открывает в центре Дюссельдорфа, на Гинденбургвале (ныне аллея Генриха Гейне) художественную галерею, в которой первоначально демонстрировались картины, написанные в академическом стиле. После окончания войны эта галерея, под названием «Молодое искусство — фрау Ай» становится опорой художественной экспрессионистской группы Молодой Рейнланд. Этот выбор был обусловлен не эстетическими вкусами галеристки, но сделан исключительно благодаря тому, что Йоханна Ай была со многими из этих художников дружна.
Госпожа Ай была многократно запечатлена на полотнах своих друзей, в том числе и таких известных, как Отто Дикс, и имела титул «наиболее часто рисуемой женщиной Германии». Ей были также посвящены стихотворения многих из её «питомцев» (например, короткое такое сочинение прислал в 1929 году на её 65-летие Макс Эрнст). Деятельность Мамаши Ай получила в Дюссельдорфе такое признание, что во время мирового кризиса 1929—1933 город оплачивал помещение её новой галереи.
С приходом к власти в Германии в 1933 году национал-социалистов большинство выставлявшихся у Ай художников были отнесены властями к представителям дегенеративного искусства, их работы были из галереи изъяты и впоследствии уничтожены. Многие из художников Молодого Рейнланда были активными противниками нацизма и участвовали в Движении Сопротивления. В апреле 1934 года Ай была вынуждена закрыть свою галерею. В 1939 году она писала в одном из своих писем: «Я как красная тряпка для властей Дюссельдорфа, потому что они скоро будут делать в штаны, слыша моё имя».

## Художники из галереи «Молодое искусство — фрау Ай» (избранное)
Отто Дикс, Макс Эрнст, Янкель Адлер, Петер Янсен, Жан-Поль Шмиц, Карл Швезиг, Адольф Узарски, Бруно Голлер, Артур Кауфман, Герт Вольхайм, Отто Панкок.

## Память
Колоритная фигура Йоханны Ай стала героиней ряда произведений театра и кино. Так, в 1991 году в Дюссельдорфе ставится опера «Эта Ай» (Die Ey., композитор Ратко Делорко, либретто Карла Мецигера). В 2000 году в Германии снимается художественный фильм «Пристрастия Йоханны» (Johannas Leidenschaften.). В Аврора-театре и театре FLIN Дюссельдорфа в 2007 году, к 60-летию со дня смерти Йоханны Ай был поставлен спектакль «Свободная сцена для Мамаши Ай».
Город Дюссельдорф назвал в ее честь улицу в старом городе в 1966 году, а в октябре 2017 года - площадь в квартале Андреас, также в старом городе. Открывал новую площадь мэр Дюссельдорфа Томас Гайзель.
Один из самых последних памятников Матери Ай был спроектирован художником Бертом Герресхаймом и открыт в сентябре 2017 года. Он расположен на недавно созданной площади Муттер-Ай-Плац на Нойбрюкштрассе на окраине квартала Андреас, напротив входа на подземную автостоянку Художественной коллекции Северного Рейна-Вестфалии. В Андреас-Квартале (бывший районный и районный суд на Мюленштрассе), открывшемся в октябре 2017 года, на Нойбрюкштрассе на улице Муттер-Ай-Платц  находится кафе Mutter-Ey-Café, размером 2 × 3 метра, светящееся слоган «Мать Ай жива!» и световое изображение «Мать Ай» художника Шульт, которое также было создано в 2017 году как дань уважения.
Помимо скульптур в Дюссельдорфе, город Викрат также удостоил ее в 1989 году скульптурой, созданной Петером Рюбсамом из песчаника Бентхайм.
Краеведческое сообщество Дюссельдорфа "Düsseldorfer Weiter" награждает отличившихся сограждан медалью Йоханны Ай.

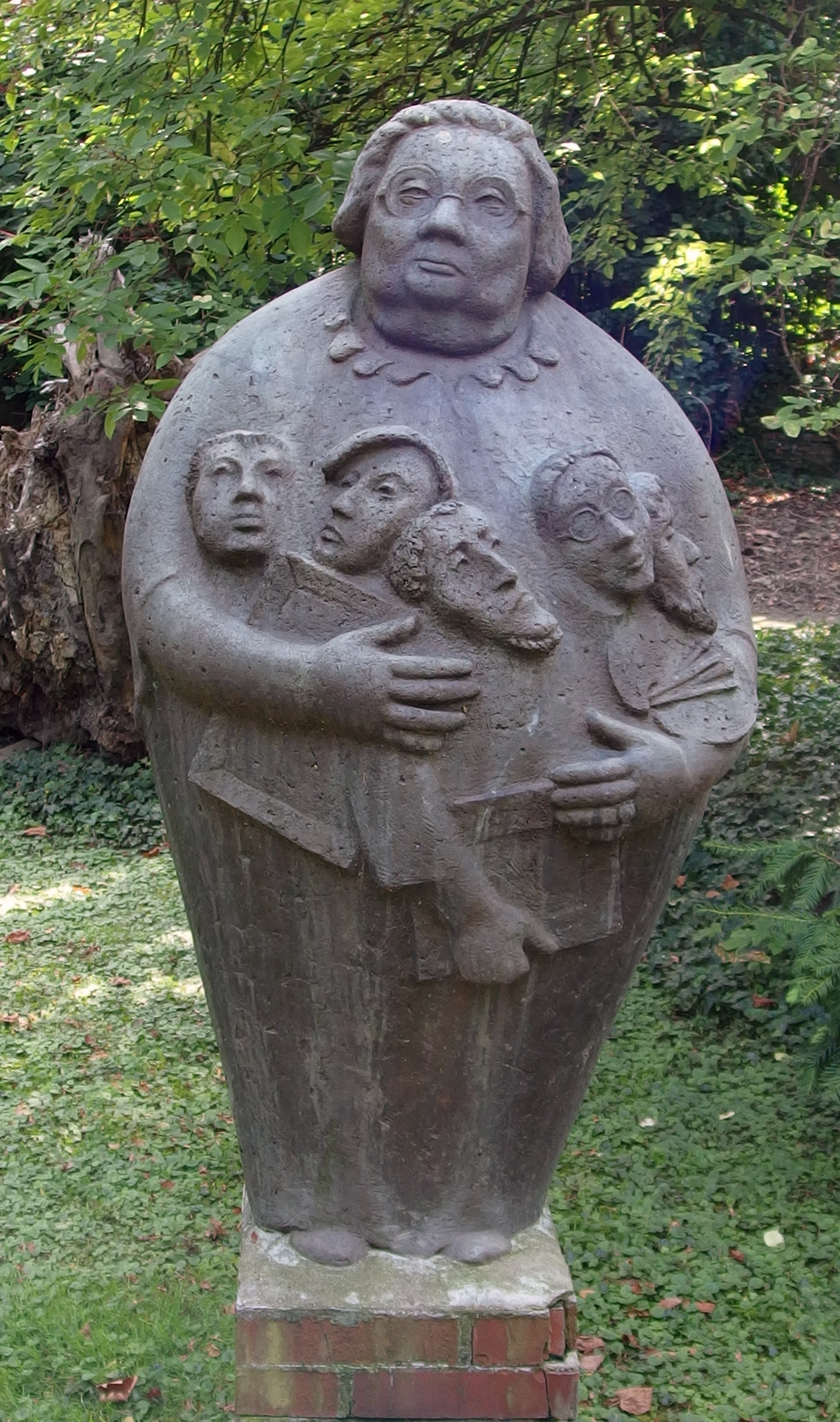
Матушка Ай работы Герды Крац в парке Малькастен, Дюссельдорф.
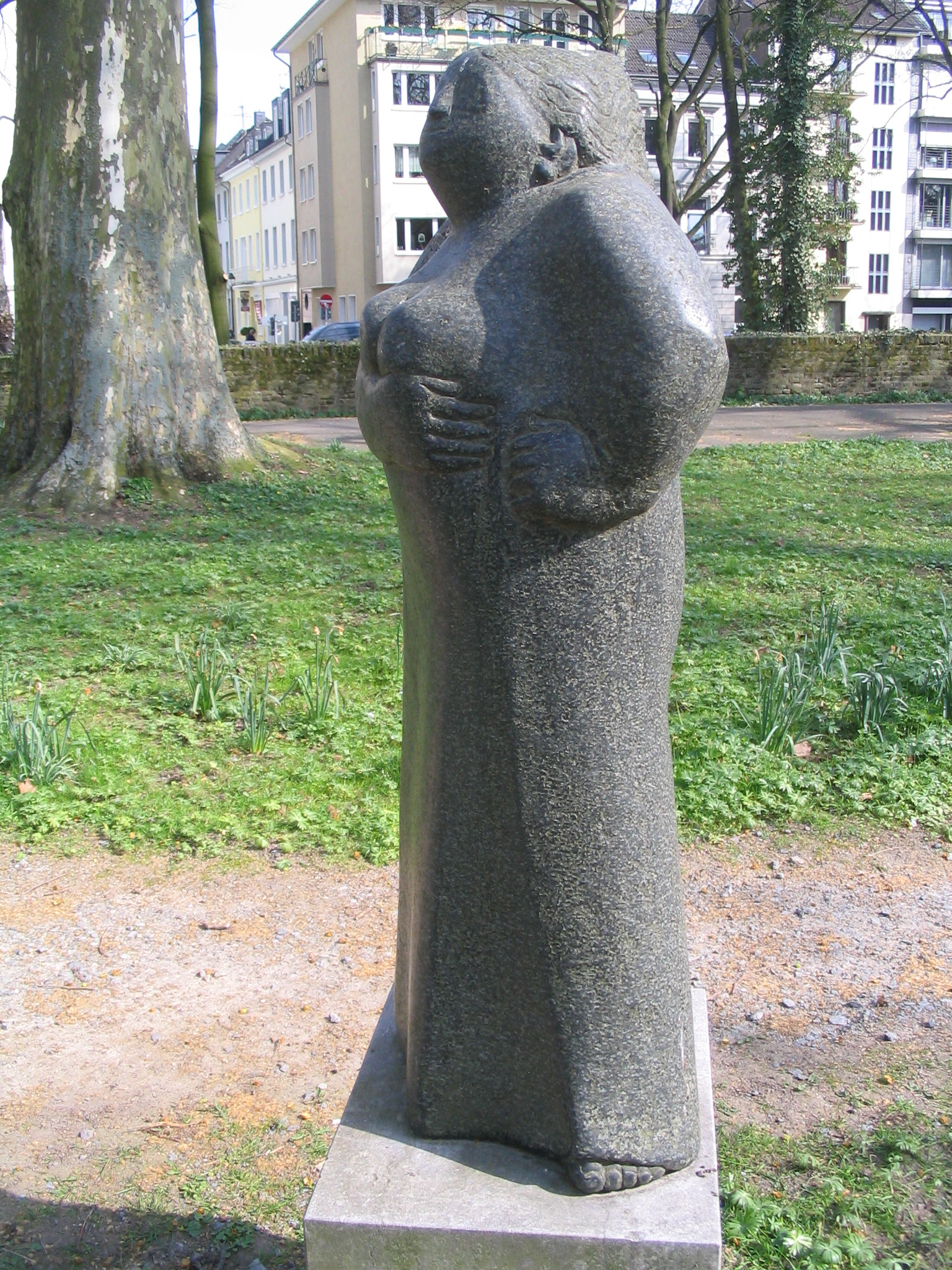
Матушка Ай работы Ханнелоре Кёлер в парке Шпее, Дюссельдорф.
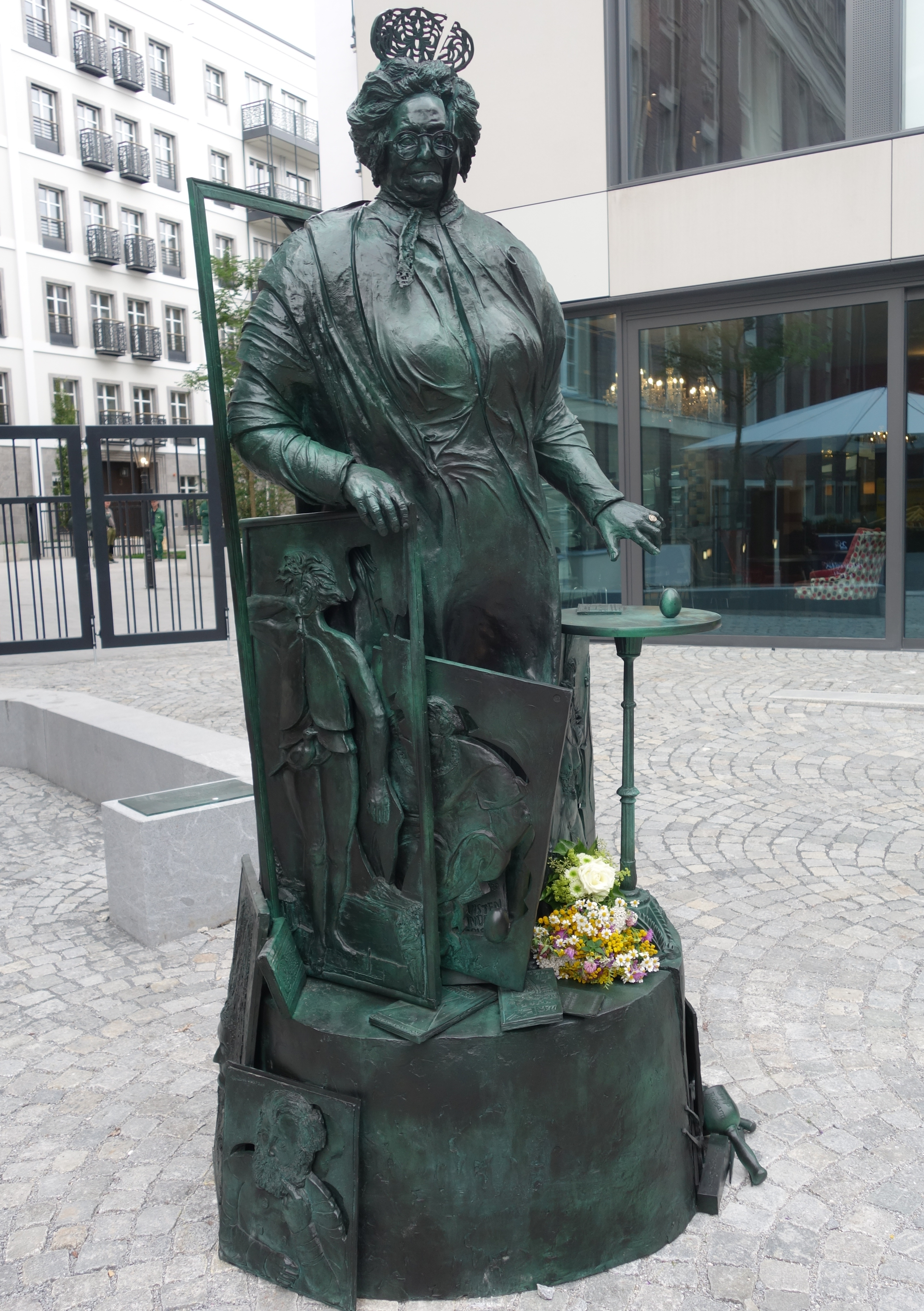
Матушка Ай работы Берта Герресхайма на площади её имени, Дюссельдорф